# Mikayil Jabbarov
Mikayil Jabbarov (en azerí: Mikayıl Cabbarov; Bakú, 19 de septiembre de 1976) es el actual Ministro de Economía de Azerbaiyán, Presidente de la Federación de Bádminton (desde 2015) y de Esgrima (desde 2017).

## Biografía
Mikayil Jabbarov nació el 19 de septiembre de 1976 en Bakú. En 1992-1997 estudió en la facultad de derecho internacional de la Universidad Estatal de Bakú. En 1997-1998 obtuvo un máster en derecho de la Facultad de Derecho McGeorge en la Universidad del Pacífico. También tiene un grado de maestría en economía de la Universidad Estatal de Economía de Azerbaiyán (2004).
Mikayil Jabbarov empezó su carrera en el sector bancario en 1995. Desde 1999 es el miembro de la Associación de Abogados del Estado de Nueva York. De 2013 a  2017 fue ministro de educación, de 2017 a 2019 ministro de impuestos de Azerbaiyán. Desde 2017 es copresidente de las comisiones mixtas entre Azerbaiyán y Israel, Lituania, Croacia. El 23 de octubre de 2019 se ha nombrado ministro de economía de Azerbaiyán por el decreto del Presidente de Azerbaiyán, İlham Əliyev.